# Recursolândia
Recursolândia är en kommun i Brasilien.   Den ligger i delstaten Tocantins, i den centrala delen av landet, 800 km norr om huvudstaden Brasília. Antalet invånare är 3 768.
Omgivningarna runt Recursolândia är huvudsakligen savann. Trakten runt Recursolândia är nära nog obefolkad, med mindre än två invånare per kvadratkilometer.